# Новосходненское шоссе
Новосхо́дненское шоссе́ — улица (шоссе) в Москве и Московской области.
Проходит по территории Молжаниновского района Северного административного округа Москвы и города (городского округа) Химки Московской области (район Сходня).

## История
Шоссе было проложено после Великой Отечественной войны. И на участке Верескино — Филино прошло по бывшей дороге на Тверь (Тверская дорога). Оно связало более коротким и удобным путём Сходненский мебельный комбинат, город Сходня, с Ленинградским шоссе (24 — 25 километры) и с городом Химки. Поскольку это была новая автомобильная дорога к городу Сходня, она получила соответствующее название Новосходненское шоссе. Шоссе (улица) было частично включено в состав города Москвы в 1985 году вместе с деревнями Верескино и Филино. Своё первоначальное название дорога (шоссе) сохранило.
На летний период 2013 года, был запланирован капитальный ремонт Новосходненского шоссе, в существующих границах городского округа Химки, в его рамках также была запланирована реконструкция моста через реку Сходня.
В 2020-х годах чтобы разгрузить круговой перекрёсток Новосходненского и Машкинского шоссе построят новую транспортную развязку на 24-м — 25-м километрах Ленинградского шоссе, планируется, что круговой перекресток станет больше в три раза, и будут предусмотрены съезды и заезды на Ленинградское шоссе и сооружены левоповоротные карманы на Новосходненском шоссе.

## Расположение
Шоссе начинается у кругового перекрёстка с Машкинским шоссе. Идёт на северо-запад. У дома № 14 пересекается со Старофилинской улицей. Проходит через деревни Филино и Верескино. У дома № 168 поворачивает на запад, пересекает реку Сходню и далее идёт через район Сходня города Химки. Заканчивается на перекрёстке с улицами Пушкина и Чапаева. Шоссе имеет протяжённость около 7,5 километров.

## Транспорт
По шоссе курсирует общественный транспорт. Останавливаются автобусы №: 12, 22, 370, 482 и 7 — и маршрутки №: 22, 154, 532 и 873.
Ближайшие железнодорожные платформы —  Новоподрезково и  Молжаниново.

## Объекты
Находятся по почтовому адресу Новосходненское шоссе:

### в Москве
- Дом № 1 — Химкинское кладбище;
- Владение № 80 — Газотурбинная электростанция (ГТЭС) «Молжаниновка»